# Gradaterebra lightfooti
Gradaterebra lightfooti é uma espécie de gastrópode do gênero Gradaterebra, pertencente a família Terebridae.